# Sherlock Holmes Faces Death
Sherlock Holmes Faces Death je igrani detektivski film iz leta 1943. Stvaritev filma je navdihnil sir Arthur Conan Doyle z zgodbo Obred družine Musgrave, na kateri je film tudi ohlapno osnovan. Film je režiral Roy William Neill. Glavni vlogi sta odigrala Basil Rathbone kot Sherlock Holmes in Nigel Bruce kot dr. Watson. Gre za 6. film iz Rathbonove in Brucove filmske serije. Dogajanje v filmu je osredotočeno na reševanje uganke umorov v Musgrave Manorju, domu za rehabilitacijo mladih vojakov.

## Igralska zasedba
- Basil Rathbone – Sherlock Holmes
- Nigel Bruce – dr. Watson
- Dennis Hoey – inšpektor Lestrade
- Arthur Margetson – dr. Bob Sexton
- Hillary Brooke – Sally Musgrave
- Halliwell Hobbes – Alfred Brunton
- Minna Phillips – Mrs. Howells
- Milburn Stone – kapetan Vickery
- Gavin Muir – Phillip Musgrave
- Gerald Hamer – major Langford
- Vernon Downing – polkovnik Clavering
- Olaf Hytten – kapetan MacIntosh
- Frederick Worlock – Geoffrey Musgrave